# Paraules
Pour plus de détails, voir Fiche technique et Distribution.
Paraules est un film espagnol de court métrage réalisé par Laura Mañá, sorti en 1997.

## Fiche technique
- Titre : Paraules
- Réalisation : Laura Mañá
- Scénario : Laura Mañá
- Photographie :  Francesc Brualla
- Montage :  Jaume Vilalta
- Musique :
- Direction artistique : Francesc Cardeña
- Décors :
- Costumes :  Marta Rafa
- Producteur : Miguel Torrente
- Sociétés de production :  Visual Grup S.L.
- Société de distribution : Laurenfilm
- Pays d'origine :   Espagne
- Langue :  Catalan
- Format : Noir et blanc
- Genre : Film dramatique
- Durée : 5 minutes
- Dates de sortie :
  -  Espagne : 1997

## Distribution
- Pep Molina : 	Home trist
- Joan Crosas (es) : Orador
- Susana Herrero : Camarera
- Albert Trifol (es) : un policier